# Condado de Bedford (Pensilvânia)
O Condado de Bedford é um dos 67 condados do Estado americano da Pensilvânia. A sede do condado é Bedford, e sua maior cidade é Bedford. O condado possui uma área de 2 635 km²(dos quais 7 km² estão cobertos por água), uma população de 49 984 habitantes, e uma densidade populacional de 7 hab/km² (segundo o censo nacional de 2000). O condado foi fundado em 12 de março de 1800.